# 高原露珠草
高原露珠草（学名：Circaea alpina sp. imaicola）为柳叶菜科露珠草属下的一个亚种。